# Foreign Affair (album)
Foreign Affair is het zevende soloalbum van de Amerikaanse zangeres Tina Turner. Het werd in 1989 uitgebracht door Capitol Records. Hoewel het album niet erg succesvol was in haar eigen land, werd het in Europa wel populair.
In de UK Albums Chart bereikte het album de eerste plaats; dit was haar eerste nummer 1-notering in deze lijst.
De bekendste single van Foreign Affair is het nummer The Best, dat een van Turners bekendste nummers is geworden. The Best is oorspronkelijk van Bonnie Tyler; haar versie werd geen hit. De versie van Tina Turner wel: het bereikte in veel Europese landen de top 5 van hun hitlijst. In 2009 schreeuwden de Glasgow Rangers The Best naar de nummer 1-positie in Schotland door het nummer als hun lijflied te gebruiken. Oorspronkelijk was het voor de Britse zanger Paul Young geschreven, maar hij wees het af: het was volgens hem te kinderachtig.
Steamy Windows was volgens Tina Turner het beste liedje op het album.
Het album werd over algemeen redelijk goed beoordeeld; bij Rolling Stone een 3½ van de maximale 5.
Foreign Affair behaalde in de landen Australië, Oostenrijk, Canada, Finland, Duitsland, Italië, Spanje, Zweden, Zwitserland en het Verenigd Koninkrijk de platina status en in Frankrijk en de Verenigde Staten de gouden status.

## Nummers
1. "Steamy Windows" (Tony Joe White) – 4:03
2. "The Best" (Mike Chapman, Holly Knight) – 5:30
3. "You Know Who (Is Doing You Know What)" (White) – 3:45
4. "Undercover Agent for the Blues" (White, Leann White) – 5:20
5. "Look Me in the Heart" (Tom Kelly, Billy Steinberg) – 3:46
6. "Be Tender With Me Baby" (Albert Hammond, Knight) – 4:18
7. "You Can't Stop Me Loving You" (Hammond, Knight) – 4:00
8. "Ask Me How I Feel" (Hammond, Knight) – 4:46
9. "Falling Like Rain" (David Munday, Sandy Stewart) – 4:03
10. "I Don't Wanna Lose You" (Hammond, Graham Lyle) – 4:20
11. "Not Enough Romance" (Dan Hartman) – 4:04
12. "Foreign Affair" (White) – 4:27

## Hitnoteringen
| Hitlijst (1989/1990) | Hoogste notering |
| -------------------- | ---------------- |
| Finland              | 1                |
| Zwitserland          | 1                |
| Zweden               | 1                |
| Duitsland            | 1                |
| Noorwegen            | 1                |
| Nederland            | 6                |
| Verenigd Koninkrijk  | 1                |
| Verenigde Staten     | 31               |
| Nieuw-Zeeland        | 7                |
| Australië            | 7                |